# Ферк, Маруша
Маруша Ферк (словен. Maruša Ferk, род. 27 сентября 1988 года, Есенице) — словенская горнолыжница, участница 4 Олимпийских игр (2010, 2014, 2018, 2022), призёр одного этапа Кубка мира. Универсал, примерно на одном уровне выступает во всех дисциплинах горнолыжного спорта.
В 2007 году завоевала бронзу в комбинации на юниорском чемпионате мира в Альтенмаркте (золото и серебро выиграли Илка Штухец и Николь Шмидхофер).
В Кубке мира Ферк дебютировала в 2007 году, в январе 2009 года первый, и пока единственный раз попала в тройку лучших на этапе Кубка мира, в слаломе. В сезоне 2015/16 заняла 4-е место в комбинации на этапе Кубка мира в Валь-д’Изере. Лучшим достижением Ферк в общем зачёте Кубка мира является 43-е место в сезоне 2009/10.
На Олимпиаде-2010 в Ванкувере стартовала в четырёх дисциплинах: скоростной спуск — 20-е место, комбинация — 15-е место, супергигант — не финишировала, слалом — 23-е место.
На Олимпийских играх 2014 года выступала во всех пяти дисциплинах, попав в 20-ку лучших в комбинации (10-е место), скоростном спуске, супергиганте и слаломе. В гигантском слаломе Ферк сошла с трассы.
На Олимпийских играх 2018 года в Пхёнчхане заняла 18-е место в слаломе, 19-е место в скоростном спуске, 25-е место в супергиганте и 9-е место в командных соревнованиях. Кроме того была дисквалифицирована в слаломе в рамках комбинации.
За свою карьеру принимала участие в шести чемпионатах мира (2007, 2009, 2011, 2017, 2019, 2021), лучший результат — 8-е место в комбинации на чемпионате мира 2017 года.
Использует лыжи производства фирмы Stoeckli.